# Thelypteris pelludia
Thelypteris pelludia är en kärrbräkenväxtart som beskrevs av Alan Reid Smith och M. Kessler. Thelypteris pelludia ingår i släktet Thelypteris och familjen Thelypteridaceae. Inga underarter finns listade.